# Christoph Thiem
Christoph Thiem (ur. 18 lipca 1985 r. w Hessen) – niemiecki wioślarz.

## Osiągnięcia
- Mistrzostwa Europy – Montemor-o-Velho 2010 – czwórka podwójna wagi lekkiej – 4. miejsce[1].